# Phlaeoba medogensis
Phlaeoba medogensis är en insektsart som beskrevs av Liu, Jupeng 1981. Phlaeoba medogensis ingår i släktet Phlaeoba och familjen gräshoppor. Inga underarter finns listade i Catalogue of Life.